# Adolf Oberländer

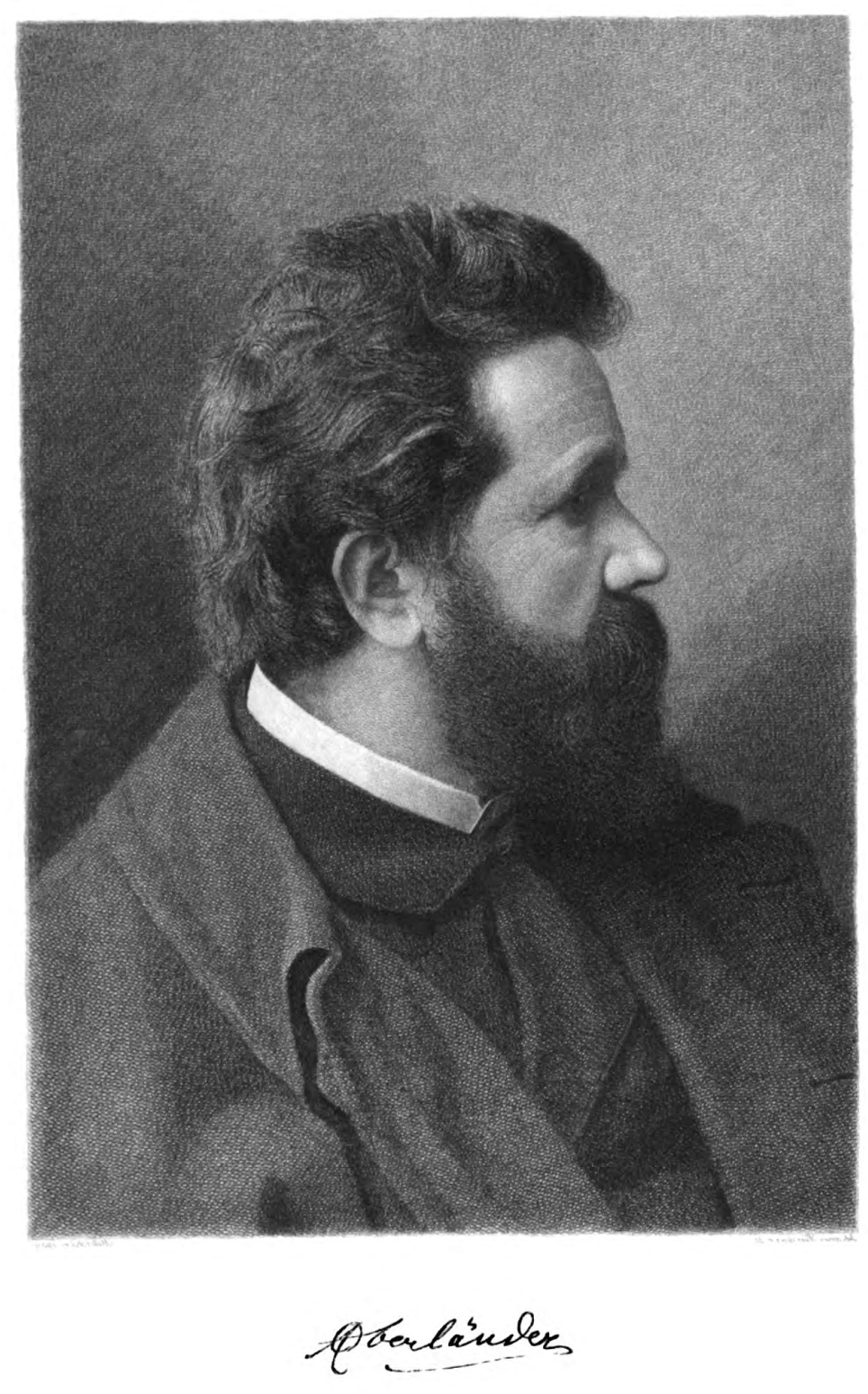
Adolf Oberländer, Radierung von Johann Lindner

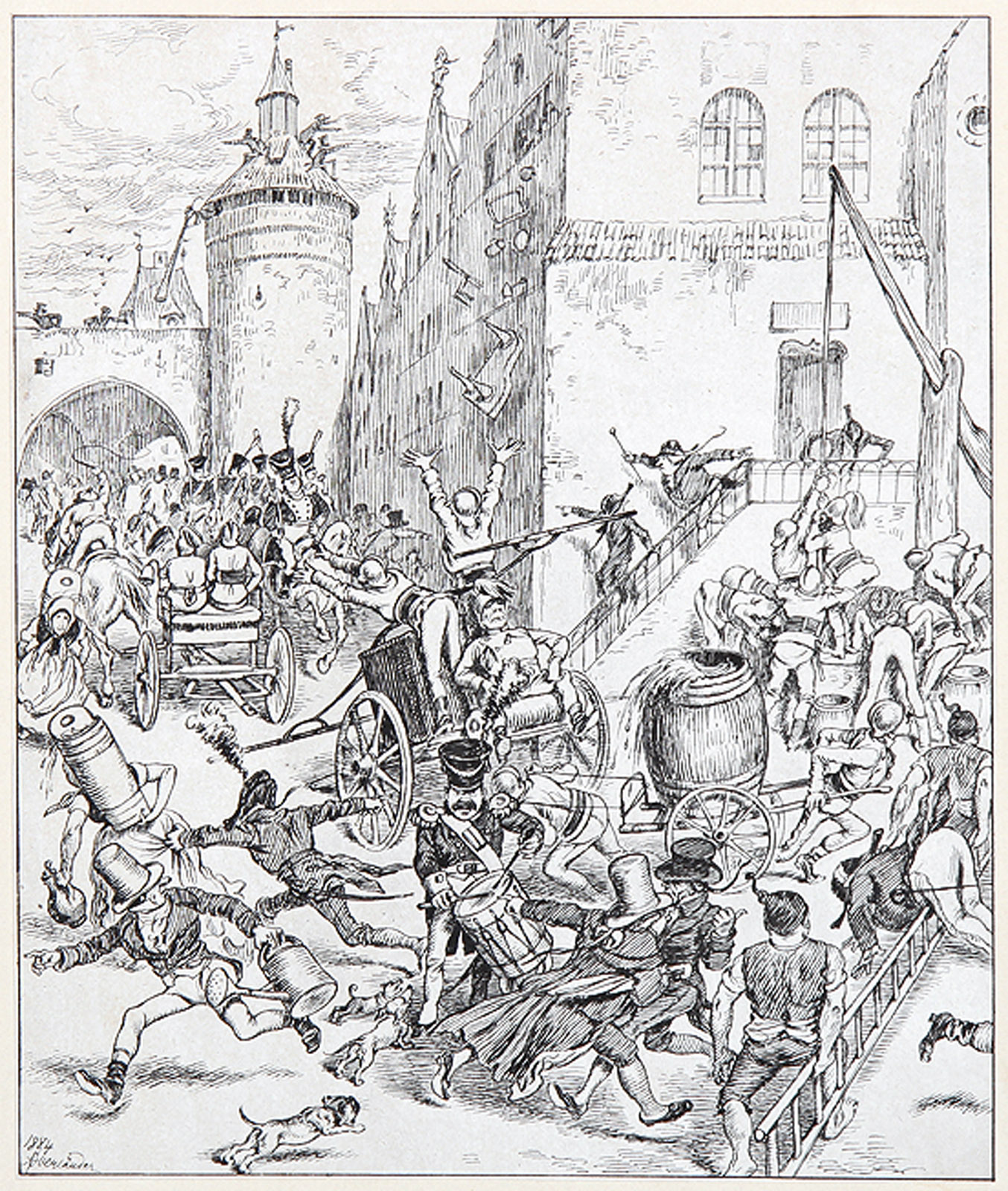
Feueralarm in Krähwinkel

Adolf Adam Oberländer (* 1. Oktober 1845 in Regensburg; † 29. Mai 1923 in München) war ein bayerischer Maler und Zeichner und Schüler von Ferdinand Piloty. Bekannt wurde er vor allem durch seine humoristischen Darstellungen.

## Leben und Werke
Nachdem Oberländer in Regensburg aufgewachsen war, ging er nach München, einer Stadt, die für ihre Kunstförderung bekannt war und absolvierte hier die Akademie der Bildenden Künste. Dann blieb er in der Bayerischen Stadt wohnen.
Wilhelm Busch beeinflusste seine Illustrationen, die zum Großteil im Verlag Braun & Schneider erschienen sind. Bekannt waren vor allem seine humorvoll-satirischen Darstellungen menschlichen Verhaltens. Diese wurden oft als anthropomorphisiserende Tierzeichnungen ausgeführt. Oberländer zeichnete vor allem für die Fliegenden Blätter, ein illustriertes, humoristisches Wochenblatt. Er war hier der technische Chef. Später arbeitete er auch für den Münchener Bilderbogen.
Weitere Illustrationen schuf er für Franz Bonns Lustige Naturgeschichte oder Zoologia comica (1877), Jedes Thierchen hat sein Pläsierchen (1888) von Edwin Bormann und O diese Kinder (1894) von Georg Bötticher.
Adolf Oberländer entwarf im Auftrag des Kölner Schokoladeproduzenten Ludwig Stollwerck Sammelbilder für Stollwerck-Sammelalben, u. a. die Serie Abenteuer eines Frosches für das Stollwerck-Sammelalbum No. 4 von 1899.
Oberländer war seit 1873 mit Sophie geb. Scheurlin (* 12. August 1844), der jüngsten Tochter des Dichters Georg Scheurlin, verheiratet. Aus der Ehe sind die Kinder Emilie (* 1881) und Julius (* 1883) hervorgegangen.
Der Maler Franz von Lenbach gehörte zu Oberländers engen Freunden.
Adolf Oberländer starb 1923 im Alter von 77 Jahren in München.

## Grabstätte

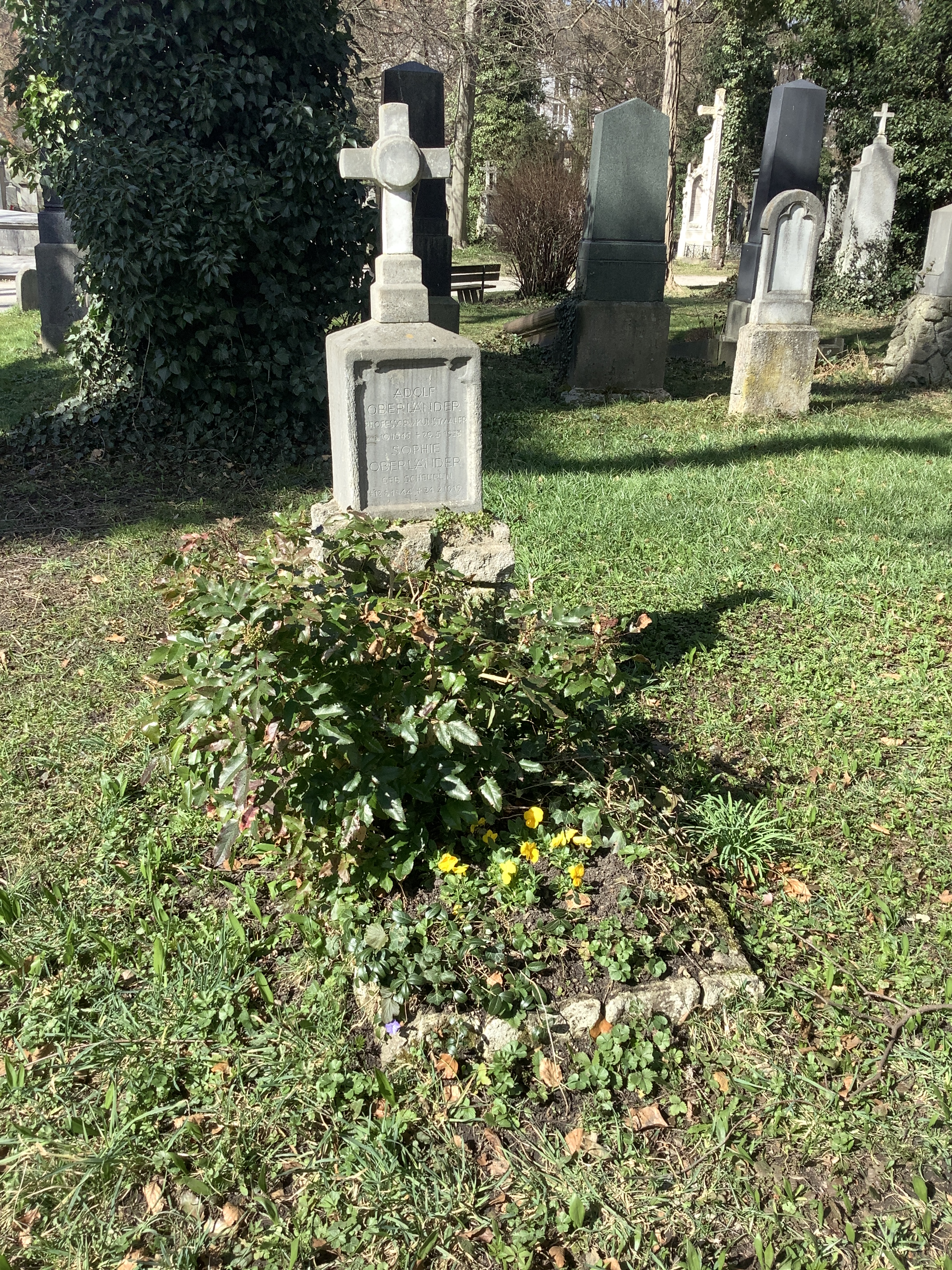
Grab von Adolf Oberländer auf dem Alten Südlichen Friedhof in München

Die Grabstätte von Adolf Oberländer befindet sich auf dem Alten Südlichen Friedhof in München (Gräberfeld 32 – Reihe 4 – Platz 2) Standort.

## Werke (Auswahl)
Zu seinen bekanntesten Werken zählt die Bildserie Randzeichnungen aus dem Schreibheft des kleinen Moritz, die von 1880 bis 1900 veröffentlicht wurden. Das Oberländer-Album erschien ab 1879.
- Teuflische Bücherentsorgung – Gefangener in Ketten[6]
- Sensenschmiede bei Garmisch[7]
- Der Trinker und der Teufel[7]
- Auf der Himmelswiese[7]
- Die gelehrte Prinzessin[7]
- Abend[7]
- Der verlorene Sohn[7]
- vor 1920: Wirtshauszene[8]

## Ehrungen (Auswahl)
- 1895: Maximiliansorden für Wissenschaft und Kunst

Oberländer war Ehrenmitglied der Berliner Sezession und der Akademie der bildenden Künste München und Dresden.

## Namensgeber für Straßen
Nach Adolf Oberländer wurden Straßen in mehreren Orten benannt:
- in München wurde 1984 im Stadtteil Englschalking (Stadtbezirk 13 – Bogenhausen) der Adolf-Oberländer-Weg benannt (Erstnennung). Lage [9]
- in Regensburg wurde nach Oberländer die Oberländerstraße benannt. Lage [10][11]

Ebenso gibt es Oberländerstraßen in:
- Reichersbeuern (Bayern) Lage

- Marktheidenfeld (Bayern) Lage

- Kehl (Rhein) (Baden-Württemberg) Lage

## Veröffentlichungen, Angebote (Auswahl)
- Ach du gute alte Zeit. Karikaturen. Herausgegeben von Sophie Weidner-Oberländer. Deutscher Taschenbuch Verlag (dtv), München 1983, ISBN 3-423-10137-7.
- Die tanzende Dampfmaschine. Herausgegeben von Hans Ludwig, Eulenspiegel-Verlag, Berlin 1981.
- Eigenh. Brief mit U.[12]
- Eigenh. Albumblatt mit U.[13]
- Eigenh. Brief mit U. und Briefkarte mit U. (jeweils „AOberländer“).[14]